# Lydéric Bocquet
Lydéric Bocquet, né le 10 décembre 1968, est un physicien français. Directeur de recherche au CNRS, professeur attaché à l'École normale supérieure et directeur de l'Institut Pierre-Gilles de Gennes, professeur au Collège de France, chaire Innovation technologique Liliane Bettencourt 2022-2023, La mécanique moléculaire des fluides.
Il est spécialiste de la matière molle, de l'hydrodynamique et des nano-sciences. Il a également publié plusieurs articles sur des sujets liés à la physique du quotidien, tels que les ricochets ou le ski.

## Biographie
Lydéric Bocquet est élève de l'École normale supérieure de 1989 à 1993. Il obtient une thèse de physique statistique en 1994, sous la direction de Jean-Pierre Hansen, intitulée Fluctuations, corrélations dynamiques et transport dans les fluides inhomogènes : application aux interfaces et suspensions colloïdales.
Il intègre le CNRS en 1995, comme chargé de recherche. En 2002, il est nommé professeur des universités à l'Université Lyon 1, et de 2005 à 2010, il est membre de l’Institut universitaire de France. En 2014, il devient directeur de recherche CNRS au Laboratoire de physique statistique (LPS) de l’École normale supérieure, et professeur attaché à l'ENS. Il décroche en 2017 la médaille d’argent du CNRS.
Depuis 2018, Lydéric Bocquet est directeur de l'Institut Pierre-Gilles de Gennes pour la microfluidique et membre du conseil scientifique du CNRS.
En décembre 2022 il est élu à l'Académie des sciences.

## Distinctions
- Hinshelwood lecture, Oxford University (2018)
- Médaille d'argent du CNRS (2017)[9]
- Prix Maurice Couette du Groupe français de Rhéologie (2015)
- Chaire d'excellence PSL (2014)[10]
- Prix Louis Ancel de la Société Française de Physique (2011)
- Prix Jean Protas de l'Académie des sciences (2008)
- Prix Friedrich Wilhelm Bessel de la Fondation Alexander von Humboldt (2007)
- Chevalier de l'ordre des Palmes académiques (2007)
- Grand prix Arkema-Académie des sciences (2022) [11]
- Médaille de l'innovation du CNRS (2024)[12]